# Sebastian Shaw (acteur)
Sebastian Lewis Shaw (Holt, 29 mei 1905 - Brighton, 23 december 1994) was een Engels acteur. Hij genoot bekendheid als onder andere het menselijke gezicht dat onder het masker van Darth Vader bleek te zitten in de (chronologisch) zesde Star Warsfilm: Star Wars: Episode VI: Return of the Jedi. In die film verscheen hij ook als Force Ghost in zijn normale gedaante, (Anakin Skywalker als Jedi) maar met het uitkomen van de Star Wars Trilogy Episode IV-VI DVD Box is hij eruit gemonteerd en vervangen door Hayden Christensen. Dit omdat deze box een half jaar voor de première van Star Wars: Episode III: Revenge of the Sith uitkwam, en het dus bekend was hoe Anakin eruitzag voor hij Darth Vader werd. Dit wist men natuurlijk nog niet toen Episode VI voor het eerst werd vertoond. De meeste fans vonden dit echter een grove belediging voor Sebastian Shaw, en op de DVD's die in 2006 werden uitgebracht (de oorspronkelijke bioscoopversies van de Star Warstrilogie) werd de scène met Shaw hersteld.
Shaw verscheen tussen 1930 en 1991 in zo'n veertig films en daarnaast in een aantal televisieseries. Hij stond eerder tussen 1913 en 1930 al op het toneel.
- Biblioteca Nacional de España: XX4441445
- Bibliothèque nationale de France: cb16602730c (data)
- Gemeinsame Normdatei: 106205430X
- International Standard Name Identifier: 0000 0001 1664 8141
- Library of Congress Control Number: no91017519
- Nationale Bibliotheek van Israël: 987007349611105171
- Système universitaire de documentation: 178278696
- Virtual International Authority File: 68493236
- WorldCat: E39PBJycHmTJXDJC67tBFdX8G3